# Diretriz de Aeronavegabilidade
Uma Diretriz de Aeronavegabilidade (comumente abreviada como AD) é uma notificação aos proprietários e operadores de aeronaves certificadas de que existe uma deficiência de segurança conhecida em um determinado modelo de aeronave, motor, aviônica ou outro sistema que deve ser corrigido.
Se uma aeronave certificada possui diretrizes de aeronavegabilidade pendentes que não foram cumpridas, a aeronave não é considerada aeronavegável. Assim, é obrigatório que um operador de aeronave cumpra uma DA.

## Objetivo
As ADs geralmente resultam de relatórios de dificuldades de serviço por parte dos operadores ou de investigações de acidentes aeronáuticos. Eles são emitidos pela autoridade nacional de aviação civil do país de fabricação da aeronave ou de registro da aeronave. Quando as ADs são emitidas pelo país de registro, quase sempre são coordenadas com a autoridade de aviação civil do país de fabricação para garantir que ADs conflitantes não sejam emitidas.
Em detalhes, o objetivo de uma AD é notificar os proprietários de aeronaves:
- que a aeronave pode estar em uma condição insegura,[3] ou
- que a aeronave pode não estar em conformidade com sua base de certificação ou com outras condições que afetam a aeronavegabilidade da aeronave,[3] ou
- que há ações obrigatórias que devem ser realizadas para garantir a operação segura contínua,[3] ou
- que, em alguns casos urgentes, a aeronave não deve voar até que um plano de ação corretiva seja elaborado e executado.[3]

As ADs são obrigatórias na maioria das jurisdições e geralmente contêm datas ou horas de voo da aeronave até as quais a conformidade deve ser concluída.
As ADs podem ser divididas em duas categorias:
1. Aquelas de natureza emergencial que requerem conformidade imediata antes de um novo voo; e
2. Aquelas de natureza menos urgente que requerem conformidade dentro de um período de tempo específico.

## Emissão
As ADs são emitidas pela maioria das autoridades reguladoras da aviação civil, incluindo:
- Autoridade de Segurança da Aviação Civil (Austrália)
- Agência Europeia para a Segurança da Aviação (EASA)
- Direção Geral da Aviação Civil (Índia)
- Federal Aviation Administration (FAA) (Estados Unidos)
- Autoridade de Aviação Civil da Nova Zelândia
- Transport Canada

## Procedimentos nacionais

### Estados Unidos
A FAA emite ADs por três processos diferentes:
- Processo de AD padrão: Aviso de Proposta de Regra (NPRM), seguido por uma regra final
- Regra final e solicitação de comentários
- Diretrizes de aeronavegabilidade de emergência - emitidas sem tempo para comentários. Só é emitida "quando existe uma condição insegura que requer ação imediata por um proprietário / operador [...] para corrigir rapidamente uma situação de segurança urgente de voo."[5]